# Dinotoperla
Dinotoperla är ett släkte av bäcksländor. Dinotoperla ingår i familjen Gripopterygidae.

## Bildgalleri

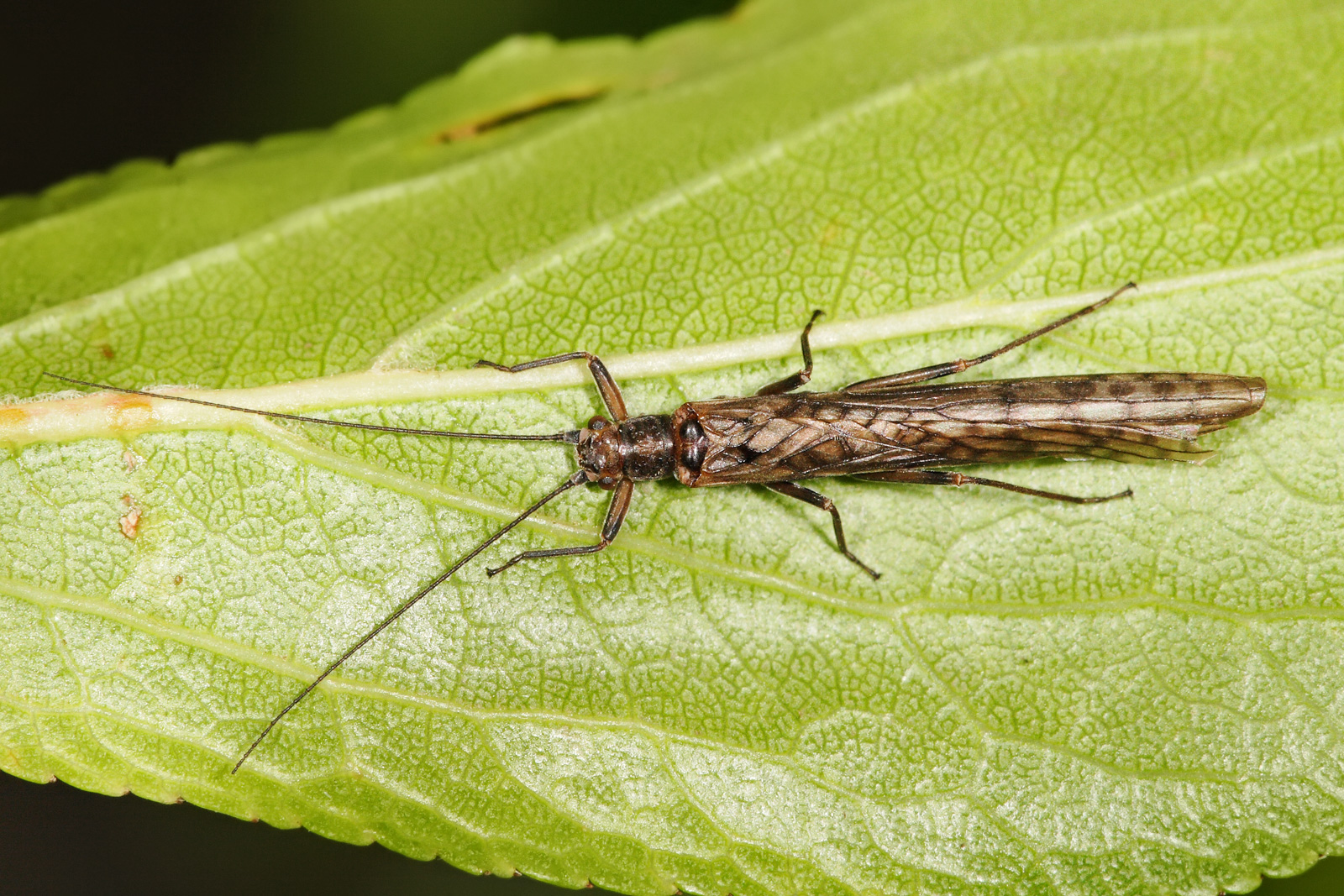

## Dottertaxa tillDinotoperla, i alfabetisk ordning[1]
- Dinotoperla arcuata
- Dinotoperla bassae
- Dinotoperla brevipennis
- Dinotoperla bunya
- Dinotoperla cardaleae
- Dinotoperla carnarvonensis
- Dinotoperla carpenteri
- Dinotoperla christinae
- Dinotoperla cobra
- Dinotoperla dalrymple
- Dinotoperla dolichoprocta
- Dinotoperla duplex
- Dinotoperla eucumbene
- Dinotoperla eungella
- Dinotoperla evansi
- Dinotoperla fasciata
- Dinotoperla fontana
- Dinotoperla hirsuta
- Dinotoperla hybrida
- Dinotoperla inermis
- Dinotoperla kirrama
- Dinotoperla leonardi
- Dinotoperla marmorata
- Dinotoperla opposita
- Dinotoperla parabrevipennis
- Dinotoperla pseudodolichoprocta
- Dinotoperla schneiderae
- Dinotoperla serricauda
- Dinotoperla spinosa
- Dinotoperla subserricauda
- Dinotoperla thwaitesi
- Dinotoperla uniformis
- Dinotoperla walkeri
- Dinotoperla wanungra
- Dinotoperla vulcanica